# Inger-Mari Aikio
Inger-Mari Aikio oder Ima (vollständiger Nachname Aikio-Arianaick; geboren 14. Januar 1961 in Utsjoki, nordsamisch Ohcejohka) ist eine finnisch-saamische Autorin und Filmemacherin.

## Leben
Inger-Mari Aikio-Arianaick wuchs in der Region des Sees Pulmankijärvi auf. Ihr Sohn geht in Ivalo in Nordlappland zur Schule, und so wohnt sie zurzeit (2014) dort, sie würde aber gerne wieder höher im Norden in Pulmankijärvi wohnen.
Aikio-Arianaick studierte Sprachen an der Universität Oulu. 1992 absolvierte sie eine Übersetzerausbildung für Nordsamisch und Finnisch. Zwanzig Jahre lang arbeitete sie als Radiojournalistin bei YLE-Sámi Radios. Aikio-Arianaick ist als Filmregisseurin und Herausgeberin tätig. 1991 machte Aikio-Arianaick eine lange Reise, unter anderem in Länder Südostasiens und Südamerikas. Ihr Gedichtband Mailmmis dása wurde 2001 für den Literaturpreis des Nordischen Rates nominiert. Aikio-Arianaick hat bis 2014 sieben samische Gedichtbände und Kinderbücher veröffentlicht.
Aikio-Arianaicks bisher erschienene Lyrik thematisiert die samische Sprache und die Rolle von Frauen. Sie hinterfragt auch Vorstellungen vom „echten Samentum“. Ihre Texte zu Naturfotografien von Josef Timar im Fotoband Lebensrad (2009) sind „Gedichte über Vergänglichkeit, Wut und Hass und dem Umgang damit.“
Aikio-Arianaicks Gedichte wurden ins Englische, Estnische, Deutsche, Finnische, Schwedische und Ungarische übersetzt.

## Werke

### Gedichte und Geschichten
- Gollebiekkat almmi dievva. DAT, Vaasa oy 1989, ISBN 82-90625-08-1
- Jiehki vuolde ruonas giđđa. DAT, Guovadeaidnu 1993, ISBN 82-90625-19-7
- Silkeguobbara lákca. DAT, Guovadeaidnu 1995, ISBN 82-90625-29-4
- Máilmmis dása. DAT, Guovdageaidnu 2001, ISBN 82-90625-41-3
- Riebana bihpporgáhkut. Jugendbuch. DAT, Guovdageaidnu 2006, ISBN 978-82-90625-56-1
- Suonat. DAT, Guovdageaidnu 2008, ISBN 978-82-90625-61-5
- Lebensrad. Gedichte. Fotografien von Josef Timar. Übersetzung: Christine Schlosser; Johanna Domokos. Timar, Wien 2009, ISBN 978-3-9502190-4-3
- Cáhcerávgga gazza. Jugendbuch. Illustrationen Seija Harlin. DAT, Guovdageaidnu / Risbergs, Uddevalla 2011, ISBN 978-82-90625-64-6
- Mit Rauni Magga Lukkari: Erbmütter – Welttöchter. Hrsg. von Johanna Domokos. Übersetzung: Christine Schlosser. Eichenspinner, Chemnitz 2014, ISBN 978-3-939927-09-9

### In Anthologien
- Marju Peterson (Hrsg.): Valik saami luulet : ela hästi. Dt. etwa Die Wahl der Sami-Dichtung : Gut leben. Übersetzt von Ly Seppel, Andres Ehin und Aune Veersalu. Tartu ülikool, Tartu 2007, ISBN 978-9985-4-0506-2 (estnisch).
- Worte verschwinden / fliegen / zum blauen Licht : Samische Lyrik von Joik bis Rap. Übersetzt von Christine Schlosser. In: Johanna Domokos, Christine Schlosser, Michael Rießler (Hrsg.): Samica. Band 4. Albert-Ludwigs-Universität Freiburg, Freiburg 2019, ISBN 978-3-9816835-3-0, S. 276–287.

### Filme und Musikvideos
- Anárašgiella - áitatvuloš muhto ii jámadeaddji (2004, Musikvideo über den Rapper Amoc)
- Taivaalta kansantaiteilijaksi (2004, Musikvideo über den Schauspieler Tapio Satamo)
- Joga fápmu (2004)
- Gávdnasa goaikkanasat (2005, Musikvideo über Alfred Holmberggas)
- Cokka fal ná! (2005)
- Muohtamáilmmi bivut (2006)
- Soajálaččat/ Áillohaš (auf Deutsch etwa: Mit Flügeln oder Geflügelt), (Dokumentarfilm über Niillas Holmberg und Nils-Aslak Valkeapää)[5]
- Suoma-sámi-Suoma, zusammen mit Joonas Saari (Dokumentarfilm über finnische Leute, die in die Region von Inari gekommen sind und wie sie versuchen mit Leuten der samischen Bevölkerung zurechtzukommen.)[5]

### CDs
- Ima ipmašat (2007)
- Ima hutkosat (auf Deutsch etwa: Imas Erfindungen, 2011), für einen Song daraus, der von Niillas Holmberg gesungen wird, entstand das Musikvideo Dápmot Moaráska (auf Deutsch etwa: Die Forelle ist ärgerlich), das erste Musikvideo zusammen mit Joonas Saari und Kevin Frances.[5]